# Serra del Colomer (les Avellanes i Santa Linya)
La Serra del Colomer és una serra situada al municipi de les Avellanes i Santa Linya a la comarca de la Noguera, amb una elevació màxima de 695 metres.